# 1434
1434 (MCDXXXIV) var ett normalår som började en fredag i den julianska kalendern.

## Händelser

### Juni
- Juni – Ett uppror under ledning av Engelbrekt Engelbrektsson utbryter i Bergslagen och Dalarna. Fogdefästet Borganäs i södra Dalarna sätts i brand.[1]
- 24 juni – Fogdeborgarna Borganäs och Köpingehus bränns ned och upprorshären tågar vidare mot Västerås.
- 30 juni – Förhandlingar hålls mellan Erik av Pommern och hanseaterna i Vordingborg.

### Juli
- Juli
  - Västerås kapitulerar för upprorshären.
  - Fred sluts mellan skåningarna och Engelbrekt i och med skånska separatfreden.
- Mitten av juli – Stillestånd sluts mellan Engelbrekt och Hans Kröpelin utanför Stockholm.

### Augusti
- Augusti – Ringstadholm vid Nyköping belägras av upprorshären.
- 16 augusti – Engelbrekt tvingar vid ett möte i Vadstena svenska rådet att uppsäga kung Erik tro och lydnad (det vill säga avsätta honom).

### September
- September
  - Ett misslyckat angrepp på Stegeholm genomförs av upprorshären.
  - Under Engelbrektsupproret sätts Rumlaborg utanför Jönköping samt Trollaborg och Piksborg i brand och uppretade bönder driver iväg de tyska fogdarna.[1]

### November
- 15 november – Kung Erik anländer med en flotta till Stockholm och avtalar om stillestånd på ett år i dagtingan på Helgeandsholmen.

### Okänt datum
- Engelbrekt och upprorshären tar Västergötland och Halland, förutom Varbergs fästning.
- Allmogen i Norrland och Finland samt på Åland reser sig under ledning av Erik Puke.
- På ett kyrkomöte i Basel ger blivande ärkebiskopen Nicolaus Ragvaldi uttryck för göticismen, det vill säga uppfattningen att antikens goter kom från Sverige.

## Födda
- Kettil Karlsson (Vasa), biskop av Linköping 1459–1465 och svensk riksföreståndare 1464–1465 (möjligen även född föregående år).
- Maria av Gueldres, drottning av Skottland 1449–1460 (gift med Jakob II) (född omkring detta år)

## Avlidna
- Våren – Arend Klemensen, ovigd svensk ärkebiskop sedan 1433.
- Agnes av Braunschweig-Lüneburg, gift med Albrekt av Mecklenburg.

### Fotnoter
1. 1 2  ”Värmlands brandhistoriska klubb”. Arkiverad från originalet den 12 oktober 2011. https://www.webcitation.org/62NB7kO36?url=http://www.brandhistoriska.org/olyckor_se.html. Läst 25 mars 2011.